# Restless Farewell
«Restless Farewell» es una canción escrita por el cantante estadounidense Bob Dylan y publicada en su álbum de 1964 The Times They Are A-Changin'. La melodía está basada en la canción tradicional irlandesa "The Parting Glass"